# 阿迦-萨利姆·阿塔基希耶夫
阿迦-萨利姆·伊布拉希姆·奥格雷·阿塔基希耶夫（俄语：Ага Салим Ибрагим оглы Атакишиев，1903年—1970年）阿塞拜疆人，主持阿塞拜疆大清洗的领导人之一，是贝利亚的亲信，阿塞拜疆内务部第一副部长，斯大林去世后被提拔为阿塞拜疆内务部部长，1953年贝利亚被捕后，被免职逮捕判刑。